# Hostel: Part II
Hostel: Part II (titulada: Hostal: Parte 2 en Hispanoamérica y Hostel 2 en España) es una película estadounidense de terror y gore de 2006, filmada por el director de cine y guionista Eli Roth, siendo como secuela de la película de horror Hostel de 2005.
Hostel: Part II fue estrenada el 8 de junio de 2007 en Estados Unidos. La película tuvo una pésima recepción, con un total de apenas $17 millones en recaudación para el final de su distribución en cines, mientras que la primera película había recaudado $19 millones solo en su fin de semana de estreno.

## Sinopsis
Continuando desde el final de la película anterior, el tren donde viajaba Paxton llega a su destino en Viena. Inmediatamente, es trasladado a un hospital y allí es interrogado por unos policías que le preguntan por su terrible experiencia en Eslovaquia. Paxton comienza a narrar los hechos vividos con sus amigos, los asesinatos de éstos y recuerda cómo él aniquiló uno por uno a todos sus captores, aunque este detalle lo omite ante la policía. Sin embargo, ellos le aseguran al joven que unas cámaras lo grabaron en la estación de Viena en el momento en que un hombre fue asesinado allí. Los policías hacen saber a Paxton su verdadera identidad y le muestran el tatuaje del perro sabueso, insignia de todos los pertenecientes al grupo de "Caza de Élite" de la que él se escapó. Acto seguido, lo sujetan entre todos y uno de ellos le clava un bisturí violentamente, abriéndolo en canal.
Por fortuna para Paxton, sólo es una pesadilla, de la que despierta en mitad de la madrugada en casa de la abuela de su novia Stephanie, lugar que usó para recluirse. Pero desgraciadamente este hecho se vuelve una realidad al día siguiente, cuando Stephanie entra en la cocina para desayunar y encuentra el cadáver decapitado de su novio mientras un gato lame su cuello cercenado. Posteriormente, Sasha, jefe de la organización Caza de Elite, recibe por correo una caja, la cual contiene la cabeza de Paxton.
Ajenas a todo esto, Beth, Whitney y Lorna son tres estudiantes de arte que se encuentran en Italia en una clase de pintura, durante su tour por Europa. Durante la misma, una misteriosa joven europea llamada Axelle aparece en escena para posar durante la clase. Beth realiza un magnífico retrato de ella y Axelle, al verlo, trata de comprárselo, pero Beth decide regalárselo y se despide de ella diciéndole que tiene que coger un tren para Praga. En el viaje, Beth y Whitney deciden tomar una copa mientras Lorna decide quedarse en el vagón sola, escribiendo su diario. La sorpresa de Beth y Whitney es mayúscula cuando encuentran a Axelle en el vagón, que las invita a tomar algo. De repente, unos italianos se acercan a ellas y Whitney intenta ligar con ellos para conseguir algo de droga: pero ellos se sobrepasan y Beth, tratando de evitar males mayores, insta a su amiga para que se marchen. Uno de ellos la insulta, cosa que molesta profundamente a Beth y lo increpa duramente. Al regresar al vagón, las dos amigas encuentran a Lorna llorando y con sus cosas desparramadas por el suelo, asegurando que alguien ha robado su Ipod. Whitney busca a la policía de a bordo por el pasillo mientras Beth se ofrece a ayudar a Lorna a recoger sus pertenencias, entre las que se encuentra un medicamento que toma para combatir la depresión por no poder estar con su madre. Whitney encuentra a los italianos por los pasillos, que las van buscando a ellas y, temerosa, se encierra en el vagón con sus amigas y echa el pestillo. Alguien llama a la puerta y ellas se callan. Resulta ser Axelle, quien devuelve a Lorna el Ipod que le han robado, asegurando que lo llevaba un hombre con el que chocó en el pasillo y que pretendía robarle. Al verla tan asustada, Beth la invita a entrar en el vagón con ella y sus amigas. Durante la noche, Axelle les propone a las tres chicas ir de viaje a Eslovaquia, argumentando que allí tienen las mejores aguas termales del mundo y que podrán disfrutar de un fin de semana de relax. Ellas aceptan su sugerencia.
Al día siguiente arriban al hostal. Al registrarse, Jedi, el recepcionista del hostal, fotocopia los pasaportes de cada una y las manda por móvil y por fax. En unos instantes, se establece una macabra puja por la vida de dos las jóvenes, una subasta que acaba ganando Todd, un hombre de negocios multimillonario. Entretanto, un hombre llamado Stuart está desayunando con su mujer y sus hijos. La tensión familiar es palpable ya que ninguno se dirige la palabra. En ese preciso momento recibe la llamada de su amigo Todd, que le hace una propuesta. Axelle y las tres amigas americanas comienzan a pasear por el pueblo y se topan con una pandilla de niños maleantes que les exigen un dólar. Lorna le ofrece caramelos a uno de ellos, pero éste la escupe y salen todos corriendo. Stuart y Todd viajan a Eslovaquia y son recibidos por Inya, la asistente de Sasha, quien los hospeda en el mejor hotel del país, además de proporcionarles unos buscas para poder mantener el contacto con ellos.
Al caer la noche, las cuatro chicas deciden acudir a una verbena, aconsejadas por Jedi. Beth y Axelle comienzan a jugar con unas espadas, mientras Whitney conversa con Lorna y le cuenta que Beth es multimillonaria gracias a la herencia de su madre. Asegura que Beth podría incluso comprar el país entero, si así lo quisiera. Al cabo de un rato, Whitney se fija en un chico que le resulta atractivo, Miroslav, y decide coquetear con él. Todd se tatúa el perro sabueso para formar parte de la Caza de Élite, pero Stuart se rehúsa a hacerlo excusándose en su esposa, porque no sabría cómo justificar la aparición de ese tatuaje. Inya le advierte que una de las cláusulas del contrato indica expresamente que debe tatuarse; al final, se ve obligado a hacerlo.
Whitney, que ignora que Lorna se está medicando, le ofrece a la chica alcohol, diciéndole que es sidra. A continuación, suena una música muy divertida y todas comienzan a bailar. Desde la distancia, Todd y Stuart observan a las chicas. Whitney decide aprovechar para ligar con Miroslav. Para sorpresa de Lorna, un hombre llamado Roman le ofrece bailar con él. Un chico, Pavel, se acerca a Beth y la invita también a bailar, pero ella declina amablemente la oferta. El muchacho se va algo ofendido murmurando: "Te podría haber ayudado". Beth se queda estupefacta. En ese momento, aparece Jedi y le ofrece una bebida, asegurándole que ese joven ya no la molestará más. Esto desconcierta a Beth y, desconfiando del recepcionista, tira el refresco, manchando por accidente los pantalones de Stuart. Avergonzada, le pide disculpas y se ofrece a invitarle a una copa. Lorna corre hasta Beth ilusionada y le dice que pretende irse con Roman a dar un paseo en bote, pero Beth le advierte que no lo haga. Luego, Beth y Stuart tienen una conversación amena. Beth corta la conversación ya que estaba un poco apurada y preocupada por Lorna. Cuando se despiden, Beth nota que Lorna hizo caso omiso de sus súplicas y observa que ella se marcha con Roman en la barca. Beth la llama a gritos y Lorna se disculpa.
Lorna es secuestrada por unos captores cómplices de Roman, que le ponen una capucha y después la golpean en la cabeza, dejándola inconsciente. Axelle se ofrece a buscar a Lorna y le pide a Beth que cuide de Whitney, que se ha emborrachado. A la mañana siguiente, Beth, Whitney, Axelle y Miroslav van juntos a una hermosa piscina situada en las afueras y comentan la escapada de Lorna, creyendo ya se acostó con Roman. Sin embargo, en esos precisos momentos, la chica se encuentra completamente desnuda en una gran habitación, amordazada, maniatada, colgada de los tobillos en el techo y cabeza abajo. Roman y otro hombre adecentan la estancia y encienden velas alrededor de una bañera, que está justo debajo de Lorna. Luego, aparece una mujer joven bastante atractiva, vestida solo con una bata azul y unos zapatos incrustados con diamantes, que se desnuda y entra a la bañera. A continuación, coge una enorme guadaña y sin ningún tipo de compasión, comienza a rasgar la espalda de Lorna con la cuchilla, quien llora de dolor y suplica que se detenga. La sangre va resbalando mientras ella va tocando su cuerpo y excitándose. La mujer sigue cortando a Lorna hasta llenar la bañera y manchar completamente su cuerpo de sangre, y con cada grito y sollozo de Lorna, ella se excita más y más. Finalmente, la despiadada mujer coge una hoz y le corta el cuello violentamente a Lorna, acabando con su vida.
Beth, por su parte, se queda dormida en la piscina. Cuando despierta, descubre que el lugar está completamente vacío: ni rastro de ninguna persona. En ese momento aparecen unos hombres de negro y comienzan a perseguirla, pero ella logra escapar adentrándose en un bosque. Sin embargo, allí se encuentra con el grupo de niños maleantes, quienes la atacan sin previo aviso, golpeándola con palos. El sonido de un disparo detiene la paliza: es Sasha, junto a Axelle. Mientras esta se lleva a Beth a la mansión de Sasha, éste asesina a uno de los niños. En la mansión de Sasha, Beth toma un té y se tranquiliza. Sasha le promete que la policía está buscando a sus amigas. Axelle la lleva a su habitación y le ofrece algo de su ropa. Por otro lado, Whitney ya ha sido secuestrada y la llevan a un tocador de señoras, donde una mujer mayor comienza a maquillarla y peinarla. Asustada, Whitney se abalanza sobre la anciana y le muerde en la nariz, arrancándole un tajo. Después consigue desatarse y comienza a correr por los pasillos, pero unas rejas se cierran, cortándole el paso.
Axelle sugiere a Beth que se acueste un rato y que descanse mientras llega la policía, pero cuando se queda sola en la habitación se levanta y se asoma a la ventana, descubriendo así que quienes están a punto de entrar en la mansión son los mismos hombres que la persiguieron en la piscina. Beth se encierra en un armario pero choca con otra puerta interna y al abrirla descubre una especie de santuario repleto de vitrinas de cristal con cabezas cortadas de personas (entre ellas, la de Paxton). Finalmente, los hombres entran y atrapan a Beth. Todd y Stuart van de camino al lugar donde tienen que torturar a sus primeras víctimas: mientras que Todd está entusiasmado ante la idea de lo que van a hacer, Stuart por el contrario está reticente a convertirse en un asesino por simple placer. Todd planea aniquilar a Whitney y a Stuart tiene como víctima a Beth. Stuart entra en el calabozo donde está recluida Beth. Ella trata de convencerle de que la suelte y momentáneamente lo consigue, pero una rabia extraña se apodera de Stuart y le propina un puñetazo a Beth, dejándola inconsciente.
Paralelamente, Todd se está ensañando con Whitney, amenazándola con una sierra circular. En un principio él parece dispuesto a matarla, pero accidentalmente acaba encajándole la sierra en mitad de la cara debido a que uno de los mechones de Whitney se enreda en la máquina. Cuando Todd tira de la sierra, agrieta sin querer el cráneo de la chica, que comienza a sangrar de forma alarmante. En lugar de acabar con su agonía, Todd se marcha espantado del calabozo. Un guardia del pasillo le dice que por contrato no puede irse sin matarla, pero Todd se niega rotundamente, arrepentido de lo que ha hecho. Como consecuencia, Todd es devorado por unos peligrosos perros que le tiran otros guardias cuando intenta huir a través del ascensor. Ofrecen la tortura de Whitney a otros captores, que según las indicaciones del médico del lugar sólo tiene 20 minutos de vida. Un caníbal ofrece 500 dólares mientras devora a Miroslav, que también está cautivo.
Al final, la subasta recae en Stuart, quien acaba con Whitney. Después le quita su colgante y se lo da a Beth, haciéndole ver que su amiga ha muerto. Stuart se revela como un psicótico y le remarca a Beth el gran parecido que tiene con su esposa, a quien detesta y desea ver muerta (la razón de querer torturarla a ella es porque se insinúa que una de las reglas no le permite asesinar a familiares allí). Además, le revela a Beth que fue Todd quien pagó por ella y por Whitney. Beth, utilizando la astucia, trata de engañar a Stuart tratándolo con dulzura para conseguir que vuelva a soltarla. Cuando él se descuida y ella está libre de su silla, le golpea con un atizador, rompiéndole las gafas. Stuart trata de reaccionar pero ahora Beth es más fuerte: consigue atar a Stuart en la silla y le clava una jeringuilla oxidada en la oreja para obligarle a que le diga el código para salir de la sala. En ese instante entran unos hombres y apuntan a Beth con sus armas. En una última medida desesperada, la chica coge unas tijeras metálicas de podar y las coloca entre las piernas de Stuart. Sasha e Inya entran también en la habitación, ordenando la ejecución de ambos. Inesperadamente, Beth formula una oferta: comprar su supervivencia. Sasha, impresionado ante su voluntad de vivir, le ofrece la posibilidad de salir de allí con vida, pero le exige matar a alguien a cambio. Stuart insulta a Beth, tras lo cual ella, furiosa, castra con violencia a Stuart con las tijeras, para después dar de comer el pene arrancado de Stuart a uno de los perros, dejándolo que muera desangrado.
Se ve a Beth consiguiendo el tatuaje del perro sabueso para formar parte de la "Caza de Élite", ante la mirada atenta de Sasha e Inya, convirtiéndose oficialmente en un miembro de la organización. Un tiempo después, durante la verbena, Axelle está engañando a futuras víctimas cuando es sorprendida por un niño que le roba el bolso. Ella sale corriendo detrás del pequeño, adentrándose en un bosque oscuro. Una vez allí, tropieza con una trampa puesta en el suelo y cae bruscamente. En ese momento, los demás niños aparecen y detrás de ellos, la figura de una persona adulta y encapuchada que se acerca lentamente a Axelle: Beth. Antes de que Axelle pueda reaccionar, Beth le corta la cabeza de un solo golpe con un hacha. Mientras Beth, satisfecha con su venganza, se marcha del lugar, los niños comienzan una macabra partida de fútbol usando la cabeza decapitada de Axelle como una pelota.

## Víctimas
1. Paxton: Un miembro del Club de la Caza es enviado a su casa, decapitándolo para que luego el mismo lleve la cabeza de Paxton dentro de un maletín a Sasha, quien estaba esperando tranquilamente en un restaurante a la luz del día.
2. Lorna Weisenfreund: Tras ser secuestrada, es colgada cabeza abajo en un baño dentro de la organización, donde una mujer llamada Mrs. Bathory aparece, tomando una guadaña y cortando el cuerpo de Lorna sin ningún tipo de compasión, haciendo un baño de sangre, finalmente degüella a Lorna con la guadaña.
3. Niño maleante: Sasha lo mata de un disparo.
4. Todd: Tras intentar escapar por el ascensor sin haber matado a Whitney, dos guardias del club le mandan dos perros que lo devoran por incumplir las reglas de su contrato.
5. Miroslav: Muere desangrado mientras un miembro va desayunando la piel y carne de sus pies.
6. Joven desconocido: Electrocutado fuera de cámaras.
7. Whitney Swerling: Stuart la mata a machetazos como venganza (fuera de cámara), debido a que le hecha la culpa de que por ella mataron a Todd (su amigo).
8. Stuart: Tras ser engañado, golpeado y posteriormente atado en una silla por Beth, esta al verse en peligro debido a que dos guardias vienen a matarla, toma unas tijeras de podar y las pone en la entrepierna de Stuart, amenazando con cortarle el pene, tras esto, aparece Sasha ordenando la muerte de ambos, sin embargo, Beth ofrece dinero a cambio de su libertad, Sasha, conmovido decide darle la libertad pero con una condición, matar a alguien, y cuando Stuart la insulta, Beth sin pensarlo le corta el pene y se lo tira a uno de los perros, el cual se lo come. Stuart muere desangrado.
9. Axelle: Es engañada por los niños maleantes, quienes roban su bolso y la guían hacía una trampa, donde se encuentra con Beth, quien por venganza la decapita con un hacha, posteriormente los niños empiezan a jugar al fútbol con la cabeza de Axelle.

## Reparto
- Lauren German como Beth Salinger
- Roger Bart como Stuart
- Bijou Phillips como Whitney Swerling
- Richard Burgi como Todd
- Heather Matarazzo como Lorna Weisenfreund
- Vera Jordanova como Axelle
- Milan Knazko como Sasha Rassimov
- Zuzana Geislerová como Inya
- Stanislav Ianevski como Miroslav
- Jay Hernández como Paxton Rodriguez
- Jordan Ladd como Stephanie
- Petr Vancura como Pavel
- Milda Jedi Havlas como Jedi
- Roman Janecka como Roman
- Davide Dominici como Riccardo
- Patrik Zigo como el líder de la pandilla de niños
- Edwige Fenech como la profesora italiana
- Monika Malacova como Sra. Bathory
- Ruggero Deodato como un caníbal que se come a Miroslav (cameo).
- Eli Roth como cabeza en un palo (cameo).

## Producción
Eli Roth grabó las escenas para la película en el burdel Big Sister de Praga y en el balneario geotermal Bláa lónið de Islandia.

## Recepción
La película fue muy chocante para algunos de los países europeos (sobre todo del este), una de las razones por la cual se prohibieron algunas de sus imágenes ya que hacía parecer que Europa fuera un lugar lleno de delincuencia. 

### Taquilla
La película fue considerada un fracaso por muchos medios. Se estrenó en el sexto lugar con una recaudación de apenas $8,2 millones y, en total, recaudó solo $17,6 millones, aunque obtuvo un margen de ganancia, dado que su presupuesto ascendió a $10,2 millones. En contraste, la película original con un presupuesto más modesto de $4,8 millones estuvo en el primer lugar el fin de semana de su estrena, con una recaudación de $19 millones esa semana ($2 millones más que la recaudación final de la secuela) y un total de más de $47 millones.
El director Eli Roth culpó a la piratería por los malos resultados en la taquilla de la película.

### Crítica
Al igual que la primera película, la reacción de los críticos fue mixta, excepto que esta vez las críticas fueron más negativas. Rotten Tomatoes le concedió un 44% de calificación y una clasificación de "Crema de la cosecha" con un promedio de 44%.

## Curiosidad
Ruggero Deodato, el director de Holocausto caníbal, tiene un cameo en la película cuando está comiendo la parte de un hombre vivo.